# بيرني هندرسون
بيرني هندرسون (بالإنجليزية: Bernie Henderson)‏ هو لاعب كرة قاعدة أمريكي، ولد في 12 أبريل 1899، وتوفي في 6 يونيو 1966.

## وصلات خارجية
- بيرني هندرسون على موقعبيزبول رفرنس.كوم (الدوري الرئيسي) (الإنجليزية)